# لرنیک پاپیان
لرنیک پاپیان (ارمنی: Լէռնիկ Պապյան؛ زادهٔ ۲۶ اکتبر ۱۹۶۶) بوکسور بازنشسته اهل ارمنستان است. وی نماینده ارمنستان در دسته مگس‌وزن مردان در بازی‌های المپیک تابستانی ۱۹۹۶ آتلانتا بود که در نهایت در دور دوم به مایکرو رومرو از کوبا باخت. پیشتر وی نماینده اتحاد شوروی در بازی‌های گودویل ۱۹۸۶ بود.